# ラウル・ミドン
ラウル・ミドン（Raúl Midón、1966年3月14日 - ）は、アメリカ合衆国のミュージシャン、シンガー、ギタリスト。深みのあるソウルフルな歌声と圧倒的なギター・テクニック、口でトランペットの音を表現するパフォーマンスが特徴。

## 略歴
ニューメキシコ州で、アルゼンチン人の父とアフリカ系アメリカ人の母の間に生まれる。未熟児で生まれ、保育器の中で適切な目の保護がなされなかったために全盲となる。彼の双子の兄弟も全盲である。その後、母が亡くなり、父に育てられる。5歳でパーカッションを始め、音楽に夢中になる。スティーヴィー・ワンダーやジョニ・ミッチェル等に影響を受け、マイアミ大学でジャズ・コースを選択し、1990年に卒業後，音楽活動を開始。

## 音楽活動
シャキーラ、アレハンドロ・サンツ、フリオ・イグレシアスやホセ・フェリシアーノらのラテン系歌手のセッション・アーティストとして活動を始める。シャキーラのツアー帯同後、ラウルはソロ活動を始めるために2002年にニューヨークへ拠点を移す。スパイク・リー監督の映画『セレブの種』のサウンドトラック盤に楽曲提供。また、ジェフ・ベックのライブの前座を務める。2005年に発売されたハービー・ハンコックの『ポシビリティーズ』に参加し、スティーヴィー・ワンダーのカヴァー「心の愛」でボーカルとギターを担当。ワンダー本人もハーモニカで参加。
2005年5月、アルバム『ステイト・オブ・マインド』でデビュー。スティーヴィー・ワンダーやジェイソン・ムラーズがゲスト参加。2006年に初日本公演を行う。
2008年には自宅兼スタジオを建設し、エンジニアを必要とせずに自宅で楽曲作成ができるようになった。ラウルは、『シンセシス』をグラミー賞受賞者のラリー・クライン（Larry Klein）と作成し、その際にカリフォルニア州サンタモニカへ引っ越した。このアルバムではヴィニー・カリウタ、ディーン・パークス、ジェイミー・ムホベラック、ラリー・ゴールディングス、パウリーニョ・ダ・コスタやクラインをフィーチャリングした。2年後の2010年、そのライブ・アルバムとDVDが販売された。2014年に発売された『ドント・ヘジテイト』はホームスタジオで録音され、リズ・ライト、ダイアン・リーヴス、マーカス・ミラーやリチャード・ボナらが加わった。
2018年、『バッド・アス・アンド・ブラインド』が第60回グラミー賞においてノミネートされ、2019年、『イフ・ユー・リアリー・ウォント』が第61回グラミー賞において最優秀ジャズ・ボーカル・アルバムを受賞した。

## ディスコグラフィ

### スタジオ・アルバム
- 『ステイト・オブ・マインド』 - State Of Mind（2005年、Manhattan）
- 『世界の中の世界』 - A World Within A World（2007年、Manhattan）
- 『シンセシス』 - Synthesis（2010年、Decca）
- 『ドント・ヘジテイト』 - Don't Hesitate（2014年、Artistry Music）
- 『バッド・アス・アンド・ブラインド』 - Bad Ass and Blind（2017年、Artistry Music）

### ライブ・アルバム
- Invisible Chains, Live from NYC（2012年、Raul Midon）

### コラボレーション・アルバム
- 『イフ・ユー・リアリー・ウォント』 - If You Really Want（2018年、Artistry Music） ※メトロポール・オーケストラと共同名義